# Chelle-Spou
 Chelle-Spou es una población y comuna francesa, situada en la región de Mediodía-Pirineos, departamento de Altos Pirineos, en el distrito de Bagnères-de-Bigorre y cantón de Lannemezan.

## Demografía
| 329 | 450 | 261 | 170 | 139 | 103 | 114 | 103 | 95 | 95 | 91 | 88 |
| Para los censos de 1962 a 1999 la población legal corresponde a la población sin duplicidades (Fuente: INSEE [Consultar]) |     |     |     |     |     |     |     |    |    |    |    |